# Ozyptila wuchangensis
Ozyptila wuchangensis är en spindelart som beskrevs av Tang och Song 1988. Ozyptila wuchangensis ingår i släktet Ozyptila och familjen krabbspindlar. Inga underarter finns listade i Catalogue of Life.